# Женева
 Тази статия е за града.  За кантона със същото име вижте Женева (кантон).  
Женѐва е град в Югозападна Швейцария и е главен административен център на едноименния кантон Женева. Женева е седалище на много европейски и световни организации и с около 200 хиляди жители (2022) е вторият по големина град в страната след Цюрих.
На френски език градът се нарича Жьонѐв (на френски: Genève, [ʒənɛv]); на немски Генф (на немски: Genf, [ɡɛnf]), а на италиански Джинѐвра (на италиански: Ginevra, [dʒiˈneːvra]).

## География
Градът е разположен в югозападния край на Швейцарското плато, на мястото, където река Рона изтича от Женевското езеро, наричано още „езерото Леман“ от французи и френскоговорещите швейцарци. Друга пълноводна река там е Арв, която събира водите си от масива Мон Блан, криволичи из Женева и се влива в Рона на 1 км след езерото. Женева е обградена от три планини – Алпите и планините Юра и Салев.
Координатите на града са 46°12' с. ш. и 6°09' и. д.

## История
Първите селища на мястото на съвременния град възникват още в Древността. През 120 г. пр.н.е. римските войски завладяват вече развит град, приблизително на настоящето му (20.-21. век) място, наречен вече Женева и основан от келтите няколко века преди това, което е известно от описанията на войната му в Галия (отвъд Алпите) и превземането ѝ от него към 55 – 50 г. пр. н. е., направени от Юлий Цезар.
През IV век населението на града приема християнството.
През IX век Женева става столица на Бургундия.
Макар и оспорвана от франките, бургундите и Свещената римска империя, на практика Женева през Средновековието е управлявана от местните епископи чак до Реформацията, когато става република.
През XVI век тя става център на калвинизма и приема много религиозни бежанци, включително и от съседна Франция. Заради дейността, развивана в града, от религиозни реформатори като Жан Калвин, Женева често е била наричана Протестантският Рим.
През 1526 година Женева, Цюрих и Берн сключват отбранителен съюз, а през 1584 година – постоянен съюз. Едно от най-важните събития в историята на града се нарича Л`Ескалад или Изкачването на стените и датира от това време. За хората от Женева това събитие, което се чества всяка година, става символ на независимостта. Действието се развива през 1602 година, когато се проваля последният опит на Шарл Емануел I, дук на Савоя (Savoie) да завладее града и да го превърне в своя столица на Север от Алпите. Всяка година през декември победата се отбелязва в стария град с демонстрации, конни паради и топовни изстрели.
През 1798 година градът е присъединен от Наполеон Бонапарт към Франция, а от 1815 година Женева става кантон на Швейцария.
Първата от Женевските конвенции за защита на ранените и пленените по време на война е подписана в града през 1864 г.

## Икономика
Градът има значителен финансов сектор, ориентиран към частно банкиране (управлява около един трилион долара) и финансиране на международната търговия. Много от световноизвестните фирми установяват своите централни офиси в Женева. Градът е седалище на редица международни компании, като сред тях са и часовникарски гиганти като Ролекс, Патек Филип, Франк Мюлер и още много други.
Важно място в местната икономика заема туризмът.
Едно от най-интересните събития всяка година е автомобилното шоу на Женевския автомобилен салон, който се провежда в Палекспо.

## Население
Населението на Женева е било 185 526 души, а на целия кантон – 441 000 души, при едно от преброяванията на населението. Населението на кантона Женева е съвкупност от местни женевци (33,7%), швейцарци от другите кантони (27,6%) и чужденци от 180 страни (38,7%).
Женева е възприеман като град на протестанти, но всъщност те са малцинство (17,4%), а римокатолици са повече (39,5%), в кантона Женева. 22% от населението твърди, че не е част от нито една религия.

## Международни организации
В Женева се намира Европейското седалище на Организацията на обединените нации. Освен това и на:
- Европейски център за ядрени изследвания
- Международна организация на труда
- Международна организация за миграция
- Международен телекомуникационен съюз
- Интерпарламентарен съюз
- Върховен комисариат на ООН за бежанците
- Световна здравна организация
- Световна организация за интелектуална собственост
- Световна метеорологична организация
- Световна търговска организация
- Международна организация на Гражданска защита

Многобройни международни неправителствени организации избират Женева за свои седалища; сред тях:
- Международно дружество за СПИН
- Международна асоциация за въздушен транспорт
- Международен комитет на Червения кръст
- Международен бакалауреат
- Международна федерация на Червения кръст и Червения полумесец
- Международна организация по стандартизация
- Международен туристически алианс

## Образование
Женевският университет е основан от Жан Калвин през 1559 година.
Също така в града се намира и най-старото международно училище в света – Женевското международно училище, основано през 1924 година, както и основаният през 1927 година от функционери на Обществото на народите (ОН) Висш институт за международни изследвания.

## Забележителности
- Английската градина
- Ботаническата градина
- Катедралата „Сен Пиер“
- Кметството (XV век)
- Колежът на Калвин
- Международният музей на Реформацията
- Музеят на Червения кръст
- Родната къща на Жан-Жак Русо
- Седалището на Организацията на обединените нации
- Стъкленият дом „Кларте“
- Фонтанът Же д'О с височина 140 м., скорост на струята 200 км/час, маса на водния стълб 8 тона

## Друго
За българските авто-туристи един удобен и живописен път до Женева е през Италия и тунела под връх Мон Блан. Тунелът излиза точно на високопланинския френски курорт Шамони, а оттам до Женева е около час път по т.нар. „Бяла магистрала“ (Autoroute Blanche А40). Летището на Женева е най-удобното за туристи, желаещи да посетят конкретно Шамони и да изкачат върха.

## Женева в литературата, киното и телевизията
В научнофантастичния сериал Вавилон 5 Женева е градът, избран за столица на Земния съюз, който обединява в себе си всички държави на Земята.

## Личности
- Женевци, списък на хора, свързани с града